# Александрия Троада
Александрия Троада (на старогръцки: Ἀλεξάνδρεια ἡ Τρωάς, Alexandria Troas, на турски: Eski Stambul) е древен град в местността Троада (Троас) в Мизия в Мала Азия, днес в турската провинция Чанаккале. Градът се казва според Страбон най-напред Сигея (Sigeia).
Намира се на ок. 30 км южно от Троя в областта Езине на брега на Егейско море.
Онован е малко след 310 пр.н.е. от Антигон I Монофталм, който преселва там и жителите от град Неандрея (Neandreia) и го нарича Антигония (Antigonia). През 301/300 пр.н.е. градът е преименуван от Лизимах на Александрия Троада.
Градът се издига под властта на римляните и се казва Колония Александрия/Августа Троада (Colonia Alexandria, Augusta Troas, Troas). В града се намират термалните бани на Ирод Атик.
Градът е посещаван на 3 пъти от апостол Павел, с надеждата да намери там своя брат Тит (Титус). Той го споменава във Второто послание към коринтяните (2 Kor 2,12 – 13 EU). Оттам се отправя да проповядва християнството в Македония. Също така и Игнатий Антиохийски, ученик на Йоан Богослов, живее известно време в Александрия Троада, (преди да отпътува за Рим, където впоследствие е екзекутиран към 107/108 г.), и пише там 3 писма.
Константин Велики планира да направи Александрия Троада главен град на Римската империя, но впоследствие предпочита Византион.